# Gouvix
Gouvix – miejscowość i gmina we Francji, w regionie Normandia, w departamencie Calvados.
Według danych na rok 1990 gminę zamieszkiwało 878 osób, a gęstość zaludnienia wynosiła 169 osób/km² (wśród 1815 gmin Dolnej Normandii Gouvix plasuje się na 257. miejscu pod względem liczby ludności, natomiast pod względem powierzchni na miejscu 869.).